# Antiquité romaine en musique
| \| • Retour à la chronologie générale de la musique classique • \| |
| Grèce • Rome • Haut Moyen Âge • VIIIe siècle • IXe siècle • Xe siècle • XIe siècle XIIe siècle • XIIIe siècle • XIVe siècle • XVe siècle • XVIe siècle • XVIIe siècle XVIIIe siècle • XIXe siècle • XXe siècle • XXIe siècle |
| • Retour à la chronologie générale de la musique classique • |

| Années en musique classique : -103 - -102 - -101 - -100 - -99 - -98 - -97    |
| Décennies en musique classique : -130 - -120 - -110 - -100 - -90 - -80 - -70 |

## Événements

### La Rome païenne
- IIe siècle av. J.-C. : influence de la musique hellénistique au fur et à mesure de la domination romaine en Orient
- IIe siècle : l’Hymne à Némésis, l’Hymne à la Muse et l’Hymne à Helios (attribuées à Mésomède de Crète), datés de 130 ap. J.-C., sont conservés dans plusieurs manuscrits byzantins[1].
- Catulle (87-54 av. J.-C.)
- Horace (65-8 av. J.-C.)
- Claude Ptolémée d'Alexandrie (90-168) : Harmoniques, traité de musicologie.

### L'Église primitive
L'Église primitive bannit les instruments de musique des offices liturgiques : vers 200, Clément d'Alexandrie dénonce la présence d’instruments de musique pour soutenir la voix dans la musique chrétienne.
- Saint Ambroise (340-397), selon la tradition à l'origine des Hymnes et du chant ambrosien.
- Saint-Augustin (354-430) : De Musica, n'accepte la musique que sous sa forme mathématique.
- IVe siècle : Codex vaticanus